# Ransberg
Ransberg est une section de la commune belge de Kortenaken située en Région flamande dans la province du Brabant flamand. C'était une commune à part entière depuis sa scission de Neerlinter en 1911 jusqu`à la fusion des communes de 1977.

## Évolution démographique
- Sources : INS, Rem. : 1831 jusqu'en 1970 = recensements, 1976 = nombre d'habitants au 31 décembre.